# 애즈 더 월드 턴즈
《애즈 더 월드 턴즈》(영어: As the World Turns)는 CBS에서 1956년부터 2010년까지 54년간 방송된 미국의 텔레비전 연속극이다. 일리노이주에 위치한 가상 마을 오크데일을 배경으로 이야기가 펼쳐지며, 약어인 ATWT로 자주 호명된다.
어나 필립스가 본인이 만든 라디오·텔레비전 연속극 《가이딩 라이트》(1952-2009)의 자매극으로 기획하였으며, 1956년 4월 2일에 첫 방송을 하였다. 처음에는 30분짜리 방송이었지만 1975년 60분으로 분량이 늘어났다. 2009년 9월 18일 방송을 마지막으로 《가이딩 라이트》가 끝남에 따라 현존 최장수 텔레비전 시리즈가 되었으나 2010년 9월 17일 방송이 종료되었다. 후속 프로그램은 토크 쇼 《더 토크》(The Talk, 2010-현재)이며, 샤론 오즈번, 홀리 로빈슨 피트, 세라 길버트, 리아 레미니, 머리사 재럿 위노커가 초대 진행을 맡았다.
역시 어나 필립스가 만든 라디오·텔레비전 연속극 《더 브라이터 데이》(The Brighter Day, 1948-62), 텔레비전 연속극 《어너더 월드》(Another World, 1964-99)와 크로스오버 관계에 있다.
파생작으로 단명한 연속극 《아워 프라이빗 월드》(Our Private World, 1965)가 있다.
머리사 토메이의 연기 데뷔작이자 메그 라이언의 텔레비전 데뷔작으로, 둘 다 이 연속극을 통해 미국 대중에게 이름을 알리기 시작하였다.
등장인물 상당수가 이야기 진행 편의를 위해 정상 시간 흐름을 거스르며 나이가 급격히 부자연스럽게 늘어나는 현상을 겪었다. 몇몇 인물은 그와 반대로 갑작스럽게 나이가 몇 살 더 어리게 설정되거나 기존 설정이 부정되는 시기를 겪었다.

## 1956-1980
휴스가와 스튜어트가를 중심으로 강간, 부부 강간, 살인, 방화, 형제간 치정 삼각관계, 사돈지간 불륜, 출생의 비밀, 약물 중독, 알코올 의존증, 기억 상실 등 충격적인 사건들이 꼬리에 꼬리를 물고 이어졌다. 특히 1962년 휴스가의 딸 페니가 남동생 밥의 아내 리사가 불륜한 사실을 알게 된 후 교통 사고를 당하여 신혼 생활 중이었던 남편 제프는 사망하고 본인은 단기 기억 상실에 빠지는 전개는 "전국을 뒤흔든 교통 사고"로 불렸다. 1970년대 초 리사가 전남편이 된 밥의 친형 돈과 잠자리를 갖던 중 임신을 확신했다가 후에 난소 낭종에 불과했음이 밝혀지는 중간 진행 또한 유명하며, 이 이야기 구간은 "상상 태아"(phantom fetus)로 지칭된다.
1963년 방송 중에 존 F. 케네디 암살 사건 첫 뉴스 단신 속보가 나왔다.

## 1980-1985
유명한 부부 작가 팀인 브리짓과 제롬 돕슨, 그리고 제작자 메리엘리스 버님이 이 시기를 이끌었다. 동시기 여타 연속극과 마찬가지로 젊은 시청자층에 먹히는 액션 모험 서사가 중심이 되어, 마약 및 장물 반입, 기억 상실, 익사, 낙하산 탈출, 죽음 위장, 장님이 되는 위기, 악어에게 잡아먹히는 결말, 광산 붕괴, 휴스가와 스튜어트가가 모두 피해자로 얽히는 사기극 등 박진감 넘치는 사건이 이어졌다. 남성 강간 피고인을 여성 변호사가 수임하는 설정이 신선한 충격을 주기도 했다.
1980년 죽음에서 몇 번이나 되살아 돌아오는 전개로 유명한 악역 제임스 스텐벡이 처음 소개되었다.
1982년 이 드라마 최초의 주요 흑인 인물인 탐정 터커 포스터가 소개되었다. 같은 해 톰 휴스의 아내인 마고 휴스의 남자 형제인 크레이그 몽고메리가 처음 등장하였으며, 이후 여러 차례 악역으로 활약하였다.
메그 라이언과 머리사 토메이가 이 시기에 등장해 미국에서 인지도를 얻기 시작하였다.
돕슨 부부가 극을 떠난 뒤 시청률 부진 속에서도 계속해서 에미상 유력 후보에 올랐다.

## 1985-1993: 더글러스 말런드 시기
1985년 더글러스 말런드가 작가로 들어오면서 제2황금기가 시작되었다. 말런드의 사실감 있게 다가오는 심리 묘사와 가족 내 역학 관계 조망은 큰 호평을 받았다. 이어 말런드가 본인의 끈끈한 대가족에 기초하여 대대로 농사를 짓는 스나이더가를 창조하고 극에 성공적으로 통합시키면서 드라마는 1970년대 수준의 인기를 되찾았다. 말런드는 또한 1960년대와 1970년대에 구축된 과거 서사에서 발굴한 신선한 이야기 전개를 포함시켰으며, 에이즈, 동성애, 원주민 토지권, 근친상간, 안락사, 폐경기 등 당시 사회 내 관심 거리를 현실성 있게 다뤘다. 한편 젊은 시청자층에게 인기를 끄는 ABC 연속극들에 대항하기 위해 ABC 연속극 출신 연기자들을 상당수 데려왔다.
1988년 낮 시간대 방송 사상 최초로 게이 인물인 행크 엘리엇이 등장했으며, 남성성이 넘치는 성향으로 묘사되었다. 화면에 실물로 등장하지 않는 연인에게 에이즈 환자라는 설정이 부여되었다.
스나이더가의 며느리 에인절이 친아버지 헨리에게 성폭행을 당해 임신을 하고 중절했던 비밀이 밝혀지고 헨리는 수치심으로 자살하는 귀결이 시청자에게 깊은 인상을 남겼다. 한편 메그 스나이더가 언니 아이바 스나이더를 강간했던 조시 스나이더와 사랑에 빠져 결혼에 이르는 전개가 팬들 사이에서 큰 논란을 불러일으켰다. 아이바 스나이더가 조시 스나이더에게 강간을 당해 낳았던 딸 릴리는 성공한 사업가 루신다 월시에게 입양돼 부유하게 자랐으며, 퉁명스런 마부 홀든 스나이더와 맺어지면서 극에서 가장 사랑받는 커플(supercouple) 중 하나가 되었다.
1972년 극에 처음 소개됐던 킴 설리번 휴스는 초반엔 언니 제니퍼 휴스와 결혼한 형부 밥 휴스를 유혹해 불륜을 저지르는 등 부도덕한 행위로 시청자들의 공분을 샀지만 선역으로 탈바꿈하면서 여주인공 격으로 자리잡았다. 킴의 스토커가 밥의 딸 프래니와 결혼한 뒤 자신의 정체를 알게 된 자들을 살해하고 킴과 프래니를 납치했다가 질투한 여성 공범에게 살해당하는 전개가 특히 유명하다.
이와 반대로, 어머니 제니퍼 휴스가 사망한 아버지의 친구 밥 휴스와 재혼하면서 1971년 극에 처음 소개된 바버라 라이언은 원래는 선량했으나 이기적이고 차갑고 오만한 성격으로 변모하는 한편 연약한 속내를 내비치고 자녀를 극진히 아끼는 어머니로서의 측면도 드러내 반영웅으로 사랑받게 되었다.
1993년 더글러스 말런드가 사망하면서 극은 큰 타격을 입었다.

## 1993-2000
이 시기엔 연속극 특유의 연극성을 살렸으며, 풍자적 성격이 짙어졌다.
이 시기 중요 사건 중 하나는 릴리 월시 스나이더가 얽힌 빌러브드의 다이아몬드 "로즈 오브 샤론" 일화이다. 릴리는 스나이더가의 연못에서 빌러브드라는 사람의 연애 편지를 발견하고, 후에 자신과 꼭 닮은 빌러브드의 사진을 입수한다. 이를 인터넷에 올린 릴리는 애틀랜틱시티에 같은 사진을 소유한 사람이 있다는 걸 알고 찾아갔다가 도펠겡거 로즈 디앤절로를 알게 된다. 할아버지가 과거 빌러브드에게 줬던 다이아몬드 로즈 오브 샤론을 찾고 있는 오스트레일리아인 사이먼 프레이저가 릴리 뒤를 쫓고, 사이먼의 정신이상자 여형제 실리아는 사이먼이 다이아몬드를 찾지 못하게 하려고 사이먼과 릴리를 무인도에 던져놓는다. 로즈는 릴리네에서 지내며 릴리의 연인 홀든에게 빠져들고 릴리는 스톡홀름 증후군으로 사이먼을 좋아하게 된다. 나중에 릴리와 로즈는 본인들이 어려서 헤어진 일란성 쌍둥이라는 걸 알게 된다.

## 2000-2005: 호건 셰퍼 시기
데이타임 에미상에서 거의 무시당했던 1990년대에 지지부진하게 벌려놓은 이야기를 정리하고 혼란에 빠진 팬들을 수습하기 위해 호건 셰퍼가 새 수석 작가로 들어왔다. 셰퍼는 극이 쌓아온 과거를 무시한다거나 급조된 커플(insta-couple)을 밀어붙인다는 지적을 받기도 했으나 시청자에게 충격을 안겨주는 구성 솜씨를 발휘한 셰퍼의 지휘 하에서 극은 2001년부터 2003년까지 에미상 드라마 부문 작품상을 연속으로 수상하였으며, 2001년, 2002년, 2004년에 드라마 부문 작가진상을 받았다.
잭 스나이더와 칼리 테니 스나이더 커플은 혼성어 애칭 "칼잭"으로 불리며 2000년대 내내 큰 관심을 모았다. 1998년 여주인공 격으로 처음 소개된 줄리아 스나이더는 점점 미쳐가며 말을 죽이고 칼리를 납치한 끝에 정신 병원에 입원되었다가 탈출한다. 이어 아기를 가지려는 욕망에서 인질로 삼은 잭에게 비아그라를 먹이고 강간을 시도하기도 하는데, 소재가 다소 가볍게 처리되었다. 줄리아는 2004년에서 2005년 사이에 잭과 혼인 관계를 유지하나 무효화된다.
한동안 리처드 라운트리 등 흑인 배우들이 연기한 흑인 인물들이 전면에 부각되며 좀 더 균형 잡힌 인종 구성을 선보였다. 변호사 T. 마셜(러만 러커 분)이 잠든 지방 검사 제시카(터마라 투니 분)를 강간하여 법정 공방이 이어졌으며, 벤 해리스 의사(피터 패로스 분)가 진통제 중독에 걸리는 위기를 겪었다. 에런은 권투 경기 사고 후 제때 신경외과 조치를 받지 못해 반신불수가 되었다.
2003년 초 의사 릭 데커가 새로 부임하면서 오크데일 메모리얼 병원에서 환자들이 연달아 죽고 정신 이상자 살인마인 릭이 본색을 드러내는 과정이 긴장감 넘치게 전개되었다.
2004년 여름 루신다가 운영하는 신문사에서 상금을 건 물건 찾기 게임이 흥미롭게 진행되었으며, 바버라가 뇌종양에 걸려 치료를 받았다.
2005년 초 셰퍼가 수석 작가 자리에서 내려오면서 2001년부터 이어지던 에미상 결실도 함께 끝이 나고 말았다. 셰퍼는 후에 제작진 요청으로 다시 돌아왔으나, 2005년 10월 25일부터 2006년 8월 9일까지 이야기 윤곽을 잡는 개요 작성 작가(breakdown writer)로서만 일하였다.

## 2005-2010
2005년 크레이그 몽고메리가 바버라의 딸 제니퍼 먼슨이 낳은 자신의 아이를 뺏기 위해 다른 여성의 사산된 아이와 몰래 바꿔치기하는 사건이 도입되었다. 각자 다른 목적을 가진 인물들이 이 음모에 연루되어 한동안 비밀이 지켜지는 가운데 본인 아기가 죽은 줄로만 아는 제니퍼가 절망 속에서 메스암페타민 중독에 빠지는 등 다양한 여파가 지속되었다.
2005년 여름 내내 3위 성적을 유지했음에도 2005년 9월 제작사 프록터 앤드 갬블에서 낮 시간대 방송 부장 메리 앨리스 드와이어도빈이 회사를 떠나게 됐으며 해당 직책은 폐기될 예정이라고 발표하였다. 곧 예산 축소, 출연료 삭감이 이어졌다.
2005년 10월 루신다가 유방암으로 유방 절제술을 권유 받는 이야기 토막이 삽입되었다. 같은 시기 릴리의 아들 루크가 멕시코에서 얻은 감염으로 콩팥이 완전히 망가지는 바람에 릴리가 줄리아 스나이더의 남자 형제 키스 모리시에게서 불법 매매 콩팥을 얻는 대가로 그와 강제 결혼을 하기로 하고 홀든을 포기할 뻔 하였다. 그러나 키스가 떠나면서 위기가 봉합되었다.
2006년 루크가 게이로 밝혀진 뒤 릴리는 루크를 전환 치료 캠프에 보내려고 했다가 캠프의 진상을 알고 후회하였다. 후에 어머니 릴리를 향한 반항심이 여전한 루크가 릴리를 반사적으로 밀쳐내는 바람에 릴리가 계단에서 굴러떨어지는 사고가 벌어졌다. 당시 임신 중이었던 릴리는 혼수상태에서 출산하였으며 후에 의식을 되찾았다. 루크와 노아의 교제에 분노한 노아의 아버지가 루크를 총으로 쏴서 루크가 휠체어 신세를 지기도 했다. 한 이라크 여성의 국외 추방을 막기 위해 노아가 서류상 결혼을 하고 루크가 어쩔 수 없이 이를 허락하는 전개도 이어졌으며, 한 여성이 부유한 몰타 마피아 가문의 정통 후계자인 루크의 자식을 낳으려고 루크에게 강간을 시도하기도 하였다.
2008년 바버라가 이번엔 구강암에 걸려 수술을 받았다. 이 이야기 줄기는 1978년부터 종영까지 극에 출연했으며 2007년 현실에서 구강암 투병을 한 배우 콜린 젱크에게서 영감을 얻었다.
2010년 9월 17일 마지막 화가 방영되었다.

## 출연
| 성 A-Z - 마이카 앨버티 (2004) - 대니엘라 알론소 (2004) - 탈라 애시 (2008) - 브라이언 블룸 (1983-88) - 클레어 블룸 (1994-95) - 스콧 브라이스 (1982-91, 1993-94, 2007-08) - 딜런 브루스 (2007-08) - 조대나 브루스터 (1995-2001) - 래리 브리그먼 (1969-2004, 2010) - 마사 번 (1985-89, 1993-2008) - 딕시 카터 (1983-84) - 핀 카터 (1985-88, 1990-91, 1994) - 샤론 케이스 (1992-93) - 알렉산드라 챈도 (2005-07, 2009-10) - 레슬리 찰슨 (1966) - 베일리 체이스 (2003-05) - 마거릿 콜린 (1981-1983) - 크리스틴 코널리 (2008-09) - 프랭크 컨버스 (1992-94) - 테리 콘 (1998-2010) - 니컬러스 코스터 (1993-95) - 코트니 콕스 (1984) - 조지프 크로스 (1999-2000, 2002-04) - 애슐리 크로 (1986-87) - 데이나 딜레이니 (1981) - 제니퍼 페린 (2003-06) - 윌리엄 픽트너 (1987-89) - 마이클 포리스트 (1980-82) - 린지 프로스트 (1984-88) - 토머스 깁슨 (1988-89) - 팔리 그레인저 (1986-88) - 메러디스 해그너 (2008-10) - 홀리 허시 (1996) - 밴 핸지스 (2005-10) - 마이클 호킨스 (1968) - 휘트니 휴스턴 (1984) - 엘리자베스 허버드 (1984-2010) - 저메인 잭슨 (1984) - 제임스 얼 존스 (1966) - 레슬리 케이 (1997-2004, 2009-10) - 제니퍼 랜던 (2005-08, 2010) - 크리스천 러블롱크 (1983-85, 2005) - 윌 리 (1956) - 페이턴 리스트 (2001-05) - 페이턴 리스트 (2002) - 크리스타나 로컨 (1994) - 빌리 매그너슨 (2008-10) - 랜돌프 맨투스 (2003-05) | - 너새니얼 마스턴 (1998-2000) - 로빈 맷슨 (2007) - 케이디 매클레인 (2002-05, 2007-10) - 그레이슨 매쿠치 (2003-10) - 로넷 매키 (1997-99) - 제프리 미크 (2006-07) - 저스틴 미첼리 (1992-93) - 줄리앤 무어 (1985-88, 2010) - 해빌런드 모리스 (2010) - 매슈 모리슨 (2006) - 글리니스 오코너 (1973, 1993-94) - 애니 퍼리스 (1998-2002) - 피터 패로스 (1996-2005, 2009) - 이본 페리 (1992-96, 1998-99) - 토냐 핑킨스 (1983-86) - 스콧 포터 (2006-07) - 제인 파월 (1990년대) - 제임스 레브혼 (1988-91) - 윌리엄 레드필드 (1958) - 프랜시스 리드 (1959-62) - 존 라일리 (1974-76) - 잭 로리그 (2005-07) - 보니 루트 (2006) - 에미 로섬 (1997) - 리처드 라운트리 (2002-03) - 러만 러커 (2002-03) - 메그 라이언 (1982-84) - 마크 라이델 (1956-62) - 레이아 설롱가 (2001, 2003) - 로즐린 샌체즈 (1996-97) - 존 웨슬리 십 (1985-86) - 찰스 시버트 (1972-74) - 제이크 실버먼 (2007-10) - 커 스미스 (1996-97) - 멜러니 스미스 (1987-92) - 렉스 스미스 (1990-92) - 제시 소퍼 (2004-08, 2010) - 리처드 토머스 (1966-67) - 머리사 토메이 (1983-85) - 터마라 투니 (1987-95, 1999-2007, 2009) - 킴 존스턴 얼리치 (1983-86) - 조이스 밴패튼 (1956-57) - 로버트 본 (1995) - 루스 워릭 (1956-60, 1963) - 스티븐 웨버 (1985-86) - 모라 웨스트 (1995-2010) - 밍나 원 (1988-91) - 애슐리 윌리엄스 (1994-96) - 콜린 젱크 (1978-2010) |  |